# Ave Regina caelorum

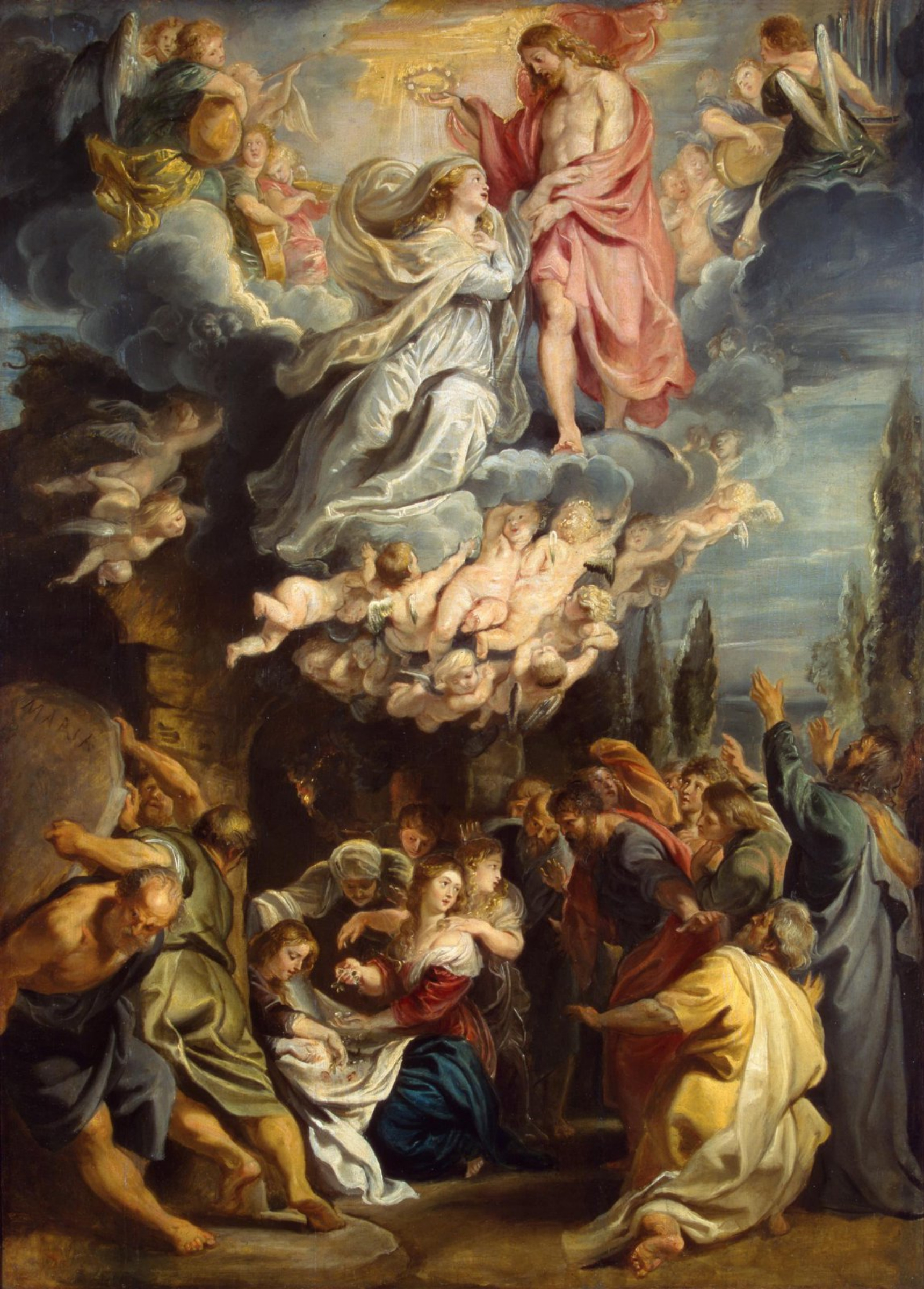
Korunovace Panny Marie (Peter Paul Rubens)

Ave Regina caelorum (Zdráva buď královno nebe) je jednou z mariánských antifon řečených nebo zpívaných v Liturgii hodin na závěr kompletáře. V římském breviáři revidovaném papežem Piem V. v roce 1569 byla pro toto použití přidělena od kompletáře 2. února na svátek Očišťování Panny Marie (po r. 1960 Uvedení Páně do chrámu) do kompletáře středy Svatého týdne. Od revize Liturgie hodin v roce 1969 je jedinou mariánskou antifonou, pro jejíž použití je stanovena určitá doba, velikonoční antifona Regina caeli.

## Autorství
Modlitba, jejíž autor není znám, se nachází v rukopisech od 12. století.

## Zhudebnění
Stejně jako ostatní mariánské antifony byla Ave Regina caelorum zpracována na polyfonní hudbu několika skladatelů. Antifonu zhudebnili Leonel Power († 1445), Guillaume Du Fay († 1474), Tomás Luis de Victoria (1548-1611), Marc-Antoine Charpentier, 3 zhudebnění, H.22, H.19, H. 45 a Joseph Haydn (1732-1809).

## Text
| Latinský text Ave, Regina caelorum, Ave, Domina Angelorum: Salve, radix, salve, porta Ex qua mundo lux est orta: Gaude, Virgo gloriosa, Super omnes speciosa, Vale, o valde decora, Et pro nobis Christum exora. | Český překlad Zdráva buď, Královno nebe, zdrávas, andělé slaví tebe, zdrávas, Máti, zdrávas, bráno, z níž je světu světlo dáno. Plesej, Panno oslavená, nade všechny vyvolená, zdráva buď, lilie čistá, přimlouvej se za nás u Krista. |